# Tribano (Buie)
Tribano (in croato Triban) è un insediamento istriano nel comune di Buie.

## Storia
Dopo la caduta dell'Impero romano d'Occidente in Istria si insediarono i bizantini, seguiti per un breve periodo dai Longobardi e poi nuovamente dai bizantini (dal 774). Nel 788 i Franchi, sotto il comando di Carlo Magno occupò l'Istria inglobandola nel Regnum Italiae. Nel 952 l'imperatore Ottone I obbligò il re d'Italia Berengario II a rinunciare alle contee “Friuli et Istria”, unendole al Impero romano-germanico. Nel 1420 Tribano divenne definitivamente possesso veneziano; quando cadde Venezia passò sotto dominio austriaco.
Con la pace di Presburgo seguì il destino degli ex possedimenti veneziani entrando per un breve periodo nel Regno d'Italia napoleonico. Successivamente tornò ad essere nelle mani dell'Impero austro-ungarico. Dopo la prima guerra mondiale entrò a far parte del Regno d'Italia, nella provincia dell'Istria. Tra il settembre 1943 e il maggio 1945 fu occupata dai tedeschi (Zona d'operazioni del Litorale adriatico). Nel giugno 1945 entrò a far parte Territorio Libero di Trieste; a seguito del Memorandum di Londra, dal 1954 entrò definitivamente a far parte della Jugoslavia. Dal 1991 Tribano fa parte della Croazia.

## Monumenti e luoghi d'interesse
- La chiesa di San Giorgio fu consacrata nel 1758 dal vescovo Marino Bozzatini. Fu costruita sulla pianta di una vecchia chiesa risalente al 1656. Sulla destra si trova il campanile (risalente al 1872) il quale termina a cuspide quadrangolare[4].

## Società

### Evoluzione demografica
Abitanti censiti

Il censimento austriaco del 1910 registrava nel comune catastale di Tribano 327 abitanti, per il 98% italiani.

### Etnie
Il censimento riguarda i paesini di Tribano e Bibali.
|          |          |  |        |        |
| -------- | -------- |  | ------ | ------ |
| Italiani | Italiani |  | 41,76% | 41,76% |
| Istriani | Istriani |  | 19,92% | 19,92% |
| Croati   | Croati   |  | 15,70% | 15,70% |
| Albanesi | Albanesi |  | 6,51%  | 6,51%  |
| Sloveni  | Sloveni  |  | 4,98%  | 4,98%  |
| Serbi    | Serbi    |  | 2,29%  | 2,29%  |
| Indecisi | Indecisi |  | 3,83%  | 3,83%  |